# 自由聯盟 (德國)
自由聯盟（德語：Liberale Vereinigung）是德意志帝國的一個短暫存在的自由主義政黨。它起源於1880年，是從民族自由黨中脫離出來的，因此也被稱為分離派。1884年，它與左翼自由主義德國進步黨合併，組成德國自由思想黨（德語：Deutsche Freisinnige Partei，DFP）。
全國自由黨的左翼派係對黨的領導層支持奧托·馮·俾斯麥的保守政府表示不滿。此外他們支持自由貿易，而民族自由黨領袖魯道夫·馮·本尼格森和約翰·馮·米克爾則支持俾斯麥的抑制性關稅戰略（Schutzzollpolitik）。其他有爭議的點包括反社會主義法律（Sozialistengesetze）、反對天主教會的文化運動和七年軍事預算(Septennat)。